# Lechazo asado (cordero lechal)
El lechazo asado es una variedad de asado de un cordero lechal, aún sin destetar (de ahí su sobrenombre de lechazo). En la cocina española es muy popular en las tierras de Castilla y LeónEs uno de los platos más importantes de las gastronomías de Castilla, de León y de Asturias. Tradicionalmente se elabora al horno de leña, en cazuelas de barro y es servido a los comensales caliente, con la carne exterior crujiente.
Algunas localidades han unido la cultura pastoril y el turismo sostenible, convirtiéndose en un destino gastronómico líder a nivel nacional e internacional. Entre ellas han alcanzado renombre los asadores de Valladolid, Campaspero, Cogeces del Monte, Roa de Duero, Villaescusa de Roa, Palencia, Carrión de los Condes, Saldaña, Burgos, Aranda de Duero, Ameyugo, Sepúlveda, Villalcázar de Sirga, Lerma, Peñafiel y Sacramenia, entre otros.
En Castilla y León, la carne con la que se realiza este plato está protegida con la IGP de Lechazo de Castilla y León.

## Historia

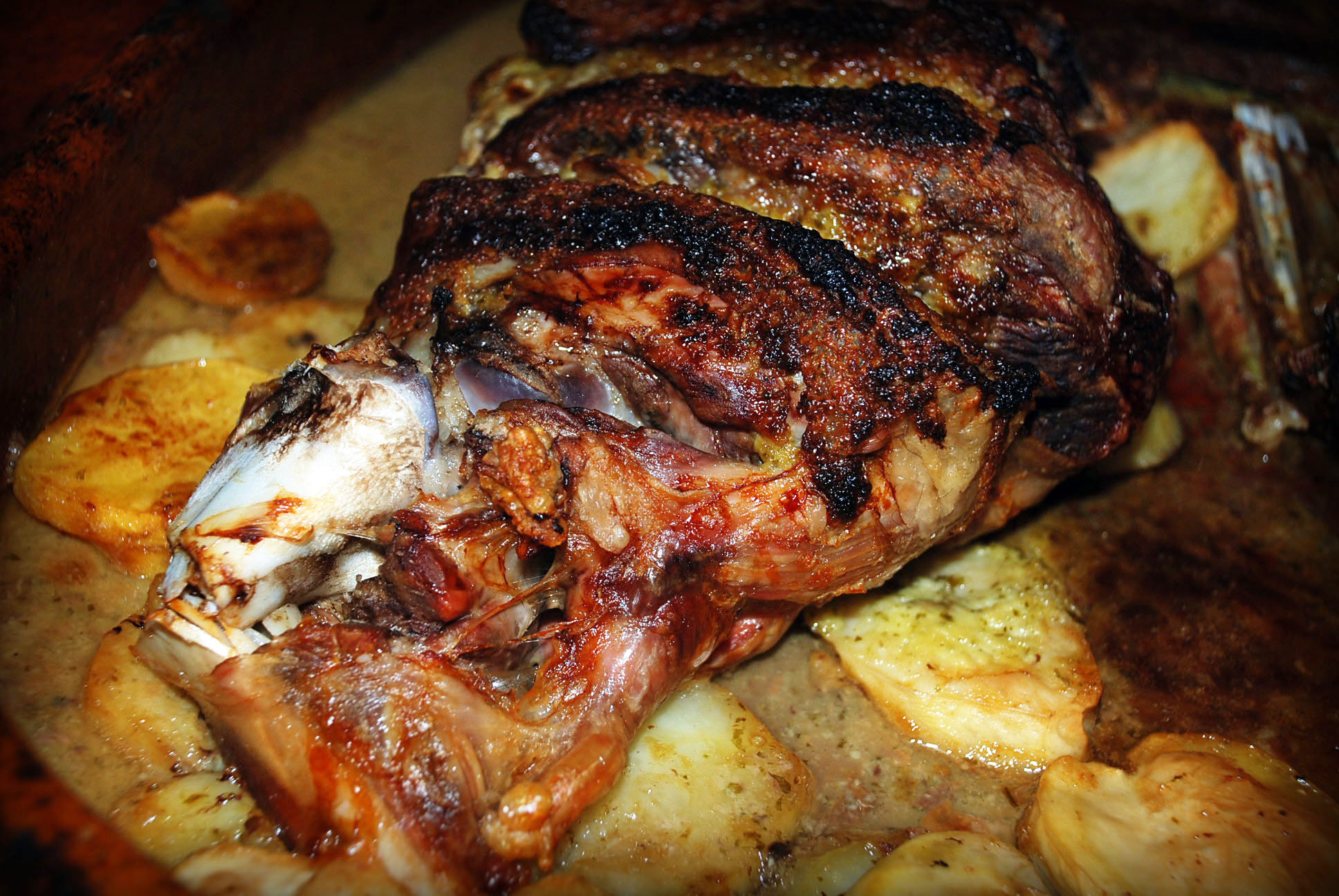
Plato de lechazo recién asado.

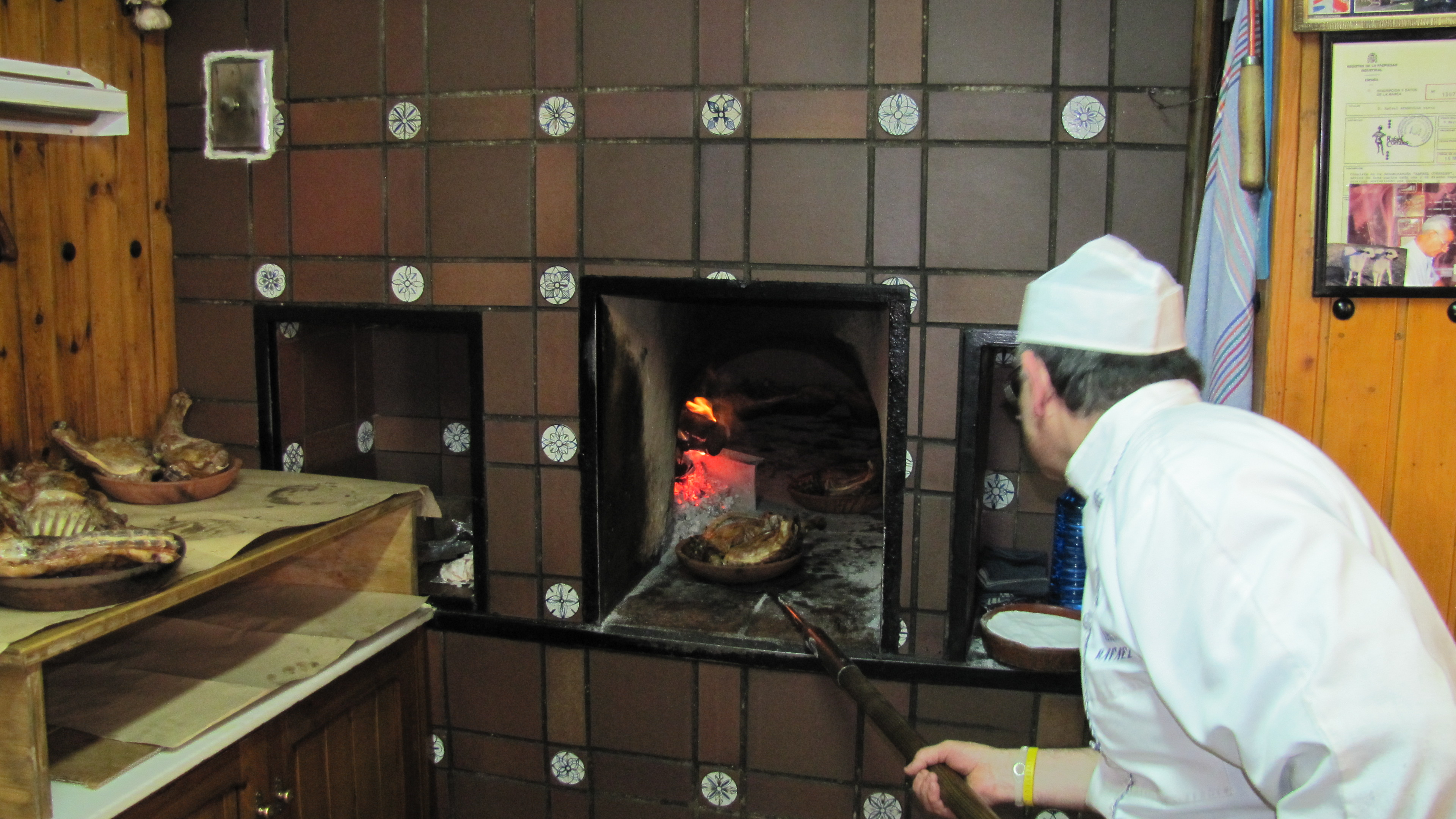
Lechazo asado en un horno de leña.

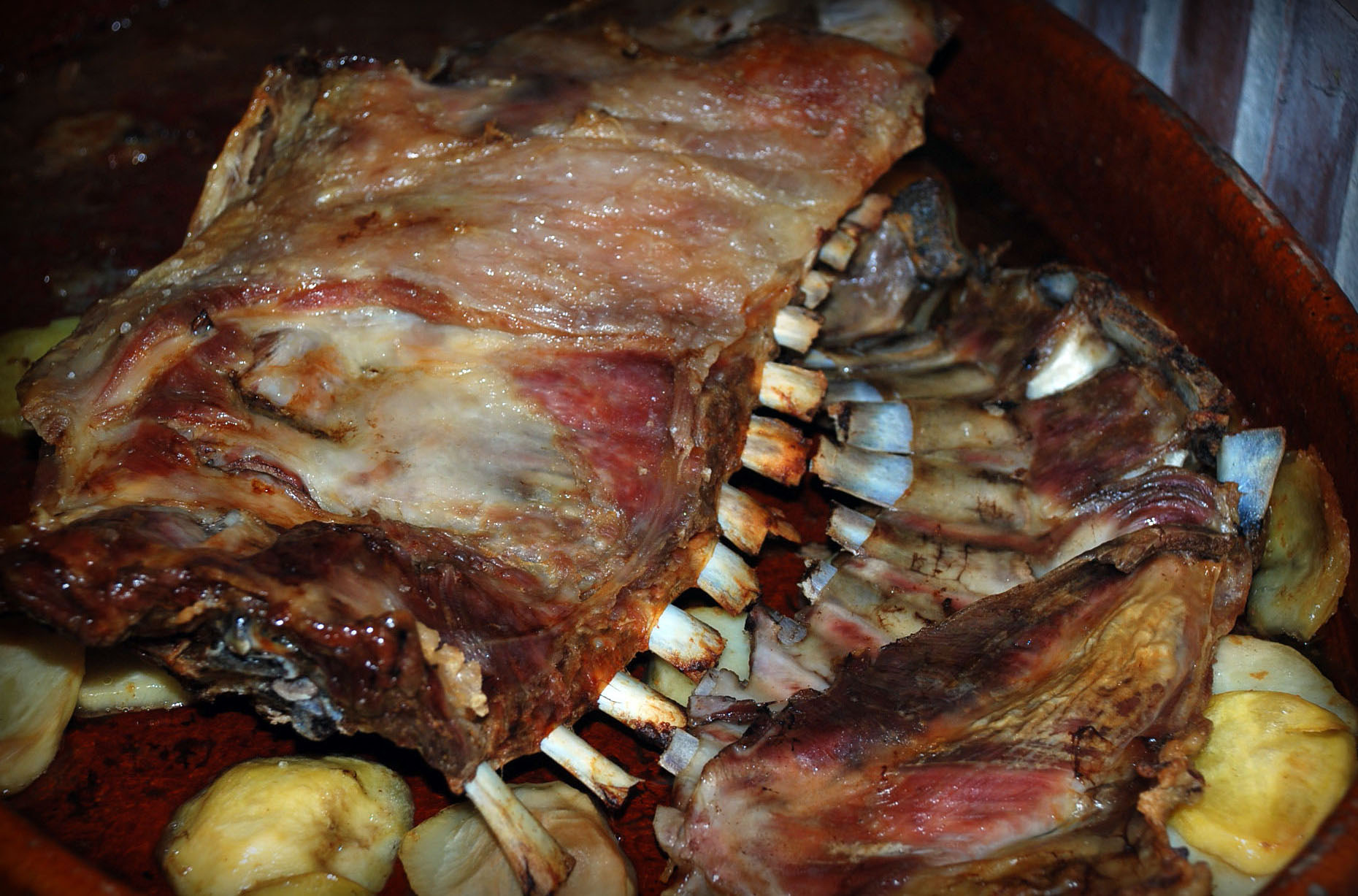
Costillar de lechazo asado.

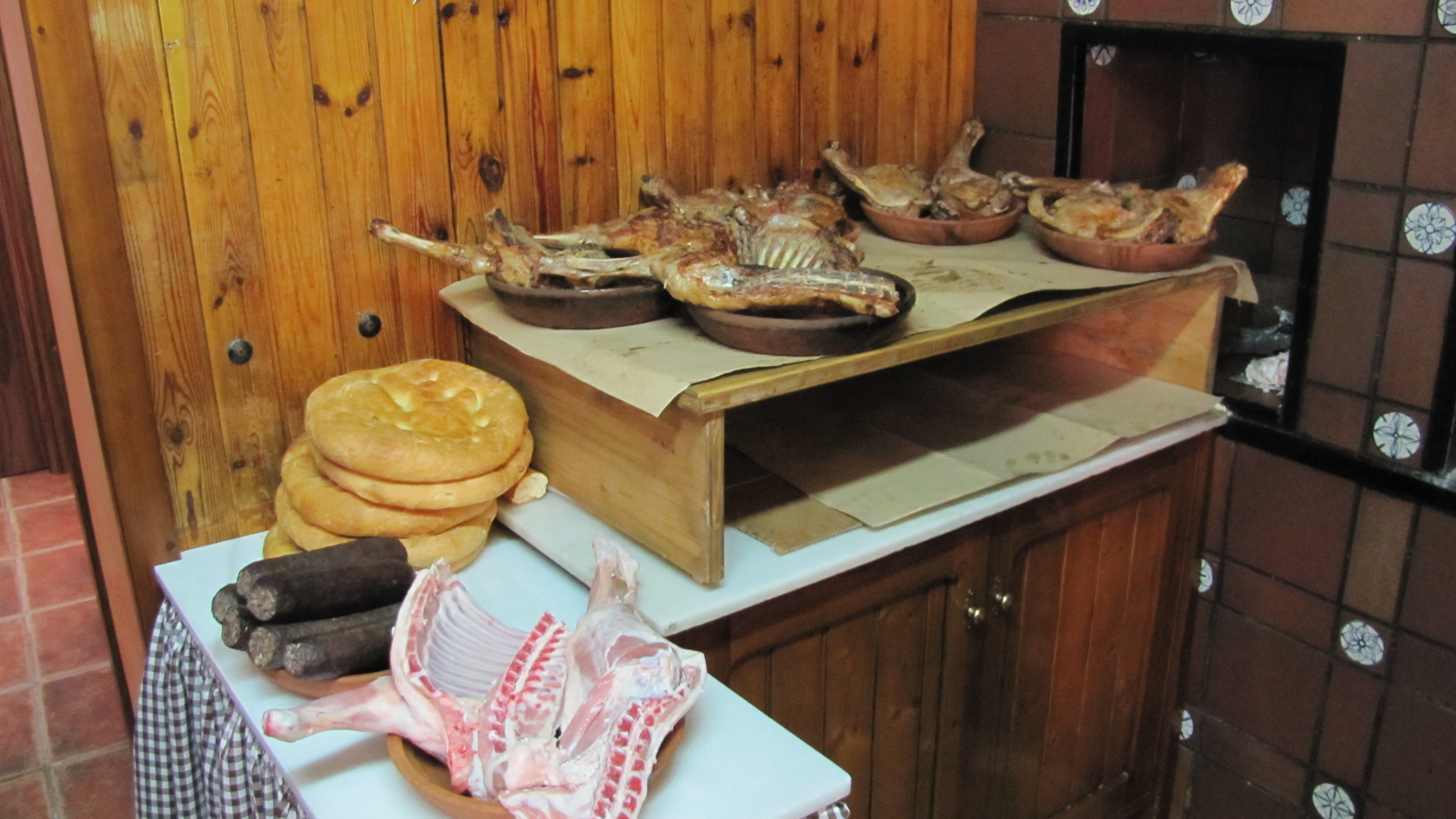
Cuartos de lechazo asado, junto a dos cuartos sin asar.

El cordero asado, junto con el cochinillo asado, forman parte de la cocina de Castilla y León y Asturias desde la invasión del Imperio Romano en tierras de Hispania. Actualmente es uno de los platos más representativos de estas dos comunidades autónomas.

## Preparación
Para su preparación tradicional es necesaria una cazuela de barro y el horno de leña. Se vierte un poco de agua, se introduce en el horno muy caliente siempre con temperatura constante, durante unas dos horas, se da la vuelta y se deja unos 30 minutos, se va pinchando para saber si la carne está tierna. Se rectifica de sal. Otra variante es que antes de meterlo en el horno se unta con la manteca. El plato requiere pocos ingredientes pero la dificultad se encuentra en pillar el punto.